# إدوارد بلات (كاتب)
إدوارد بلات (بالإنجليزية: Edward Platt)‏ هو كاتب بريطاني، ولد في 1968.